# 古磁窑窑址
古磁窑窑址，位于山西省大同市浑源县浑源县城南15公里青磁窑乡古磁窑村南，是中华人民共和国山西省文物保护单位之一。
1986年8月18日，授予山西省文物保护单位，是一座古遗址。